# Mine de Nchanga
La mine de Nchanga est une mine à ciel ouvert de cuivre située près de la ville de Chingola dans la province de Copperbelt en Zambie.
Elle est exploitée par l'entreprise Konkola Copper Mines,.